# 大庫斯基夫齊
49°52′2″N 25°56′27″E / 49.86722°N 25.94083°E
大庫斯基夫齊（烏克蘭語：Великі Кусківці）是位於烏克蘭西部特諾皮爾州裏克列梅涅茨區的村莊，始建於1785年，面積0.12平方公里，2001年人口618，人口密度每平方公里7.9人。